# Vroeg havikskruid
Vroeg havikskruid (Hieracium glaucinum, syn.: Hieracium similatum) is een vaste plant, die behoort tot de composietenfamilie. Heukels beschouwt de soort als een synoniem van muurhavikskruid. Vroeg havikskruid komt van nature voor in Europa. De soort is inheems in België en komt ook in Nederland voor. Het aantal chromosomen is 2n = 27.
De plant wordt 20-60 cm hoog en heeft opgaande stengels. De blauwgroene, meestal gevlekte, duidelijk getande rozetbladeren hebben een hartvormige voet en aan de rand korte klierharen en langere, fijne haren. 
Vroeg havikskruid bloeit vanaf eind april tot in juni met gele, meestal gewimperde lintbloemen in 2-3 cm grote hoofdjes. De omwindselblaadjes zijn met klierharen en gewone haren bezet. De bloeiwijze is pluimachtig.
De vrucht is een 5 mm lang, geribd nootje. Het vruchtpluis bestaat uit twee rijen haren. 

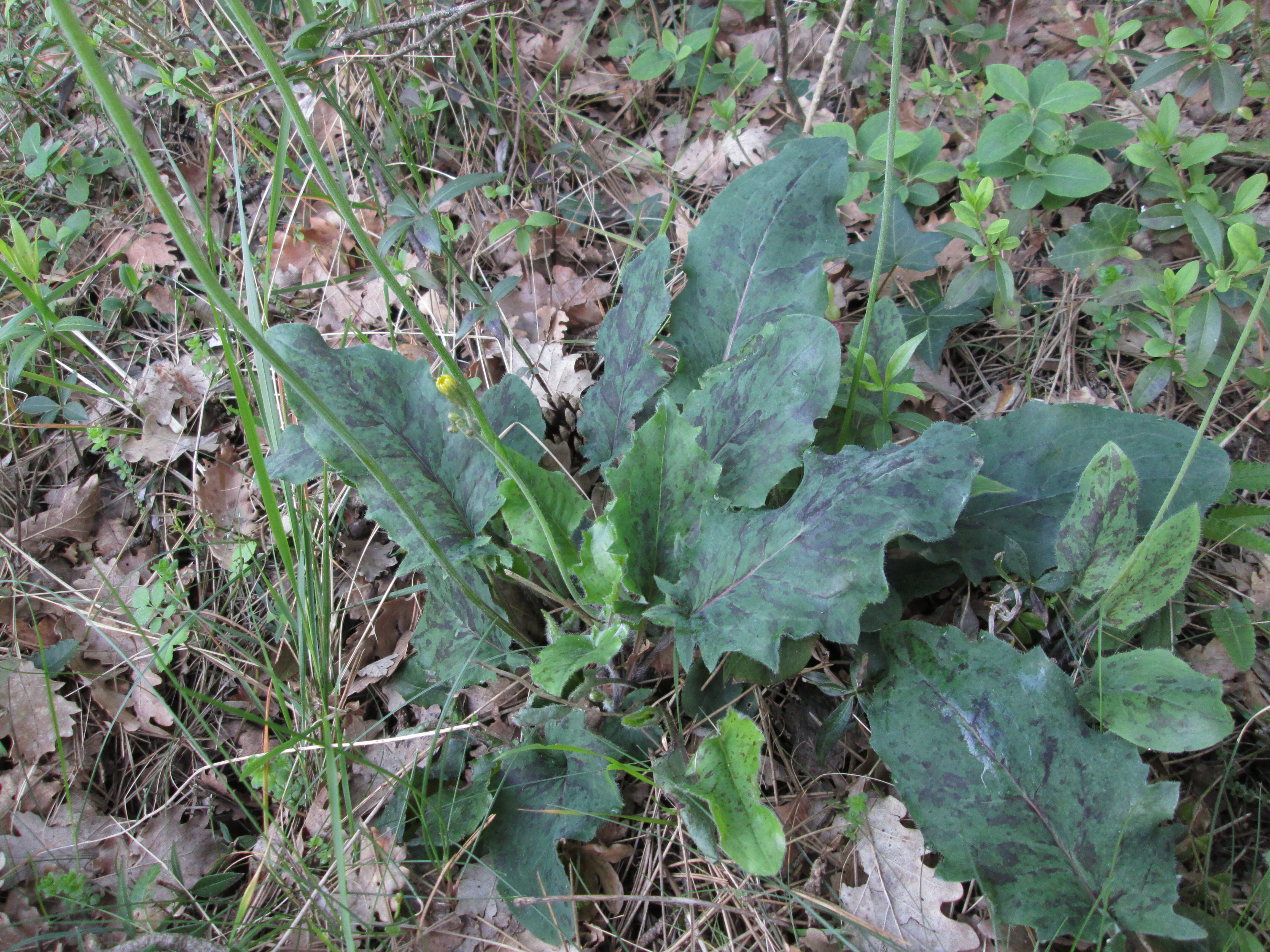
Bladrozet
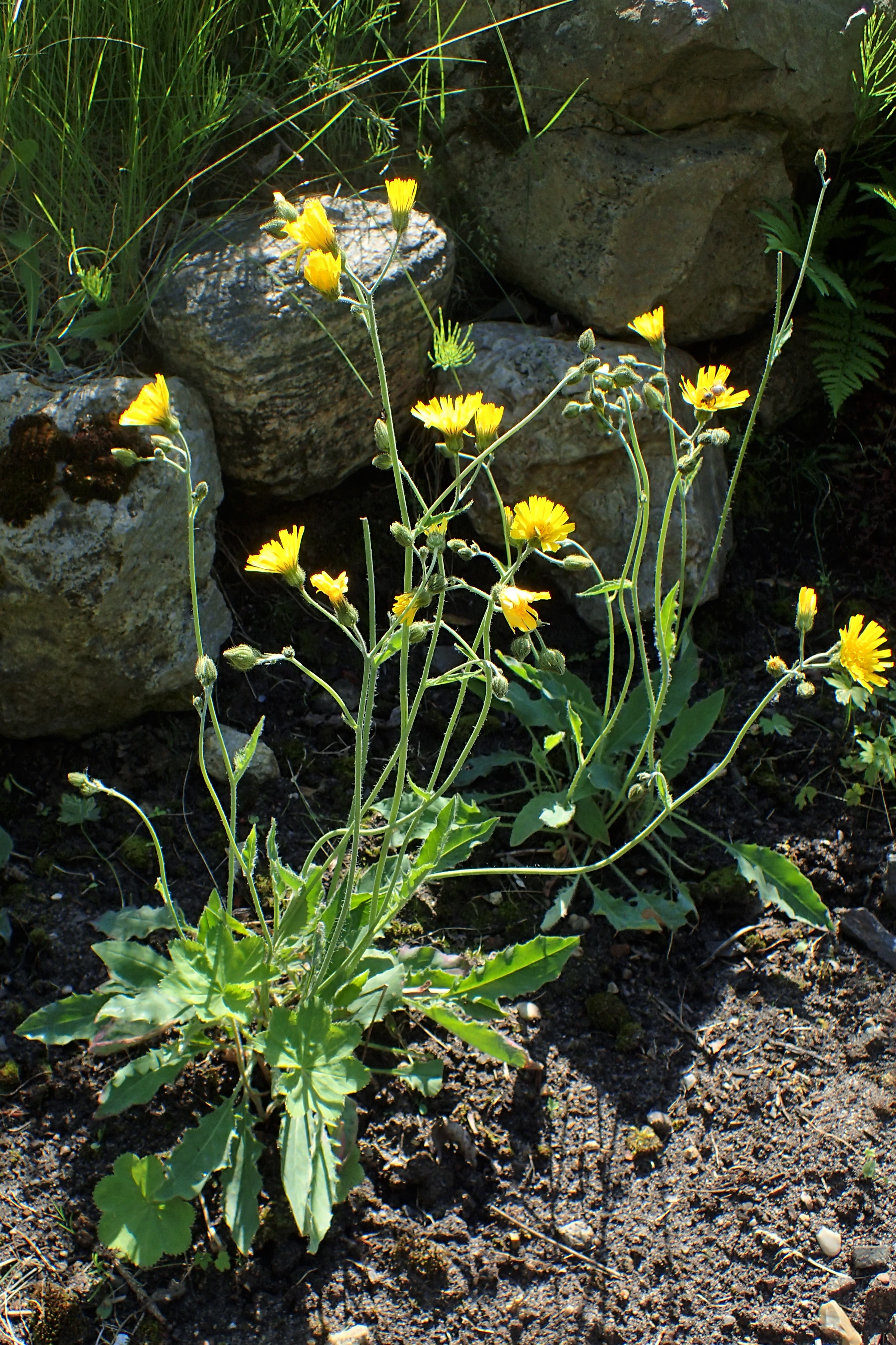
Bloeiende plant
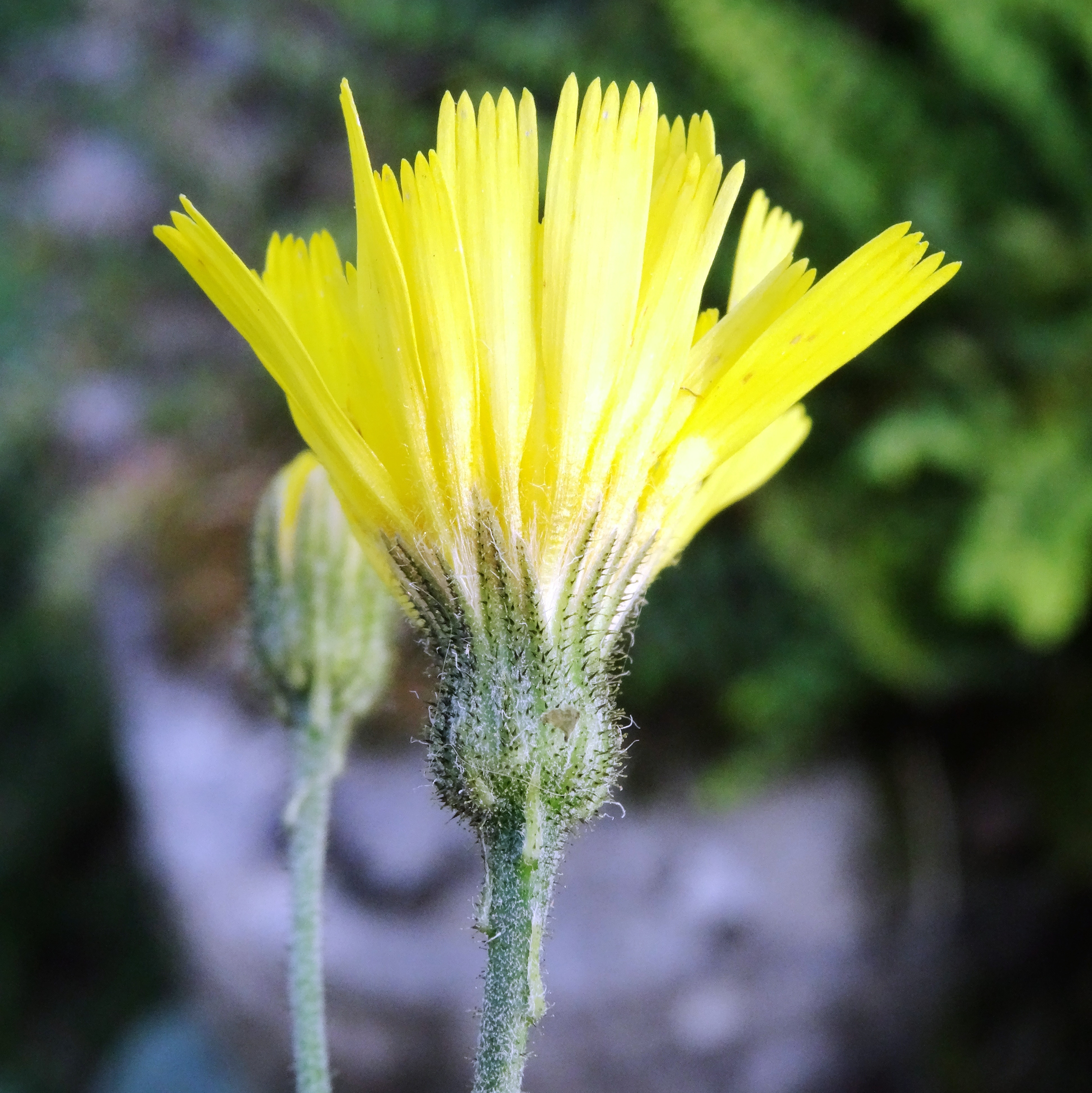
Omwindsel
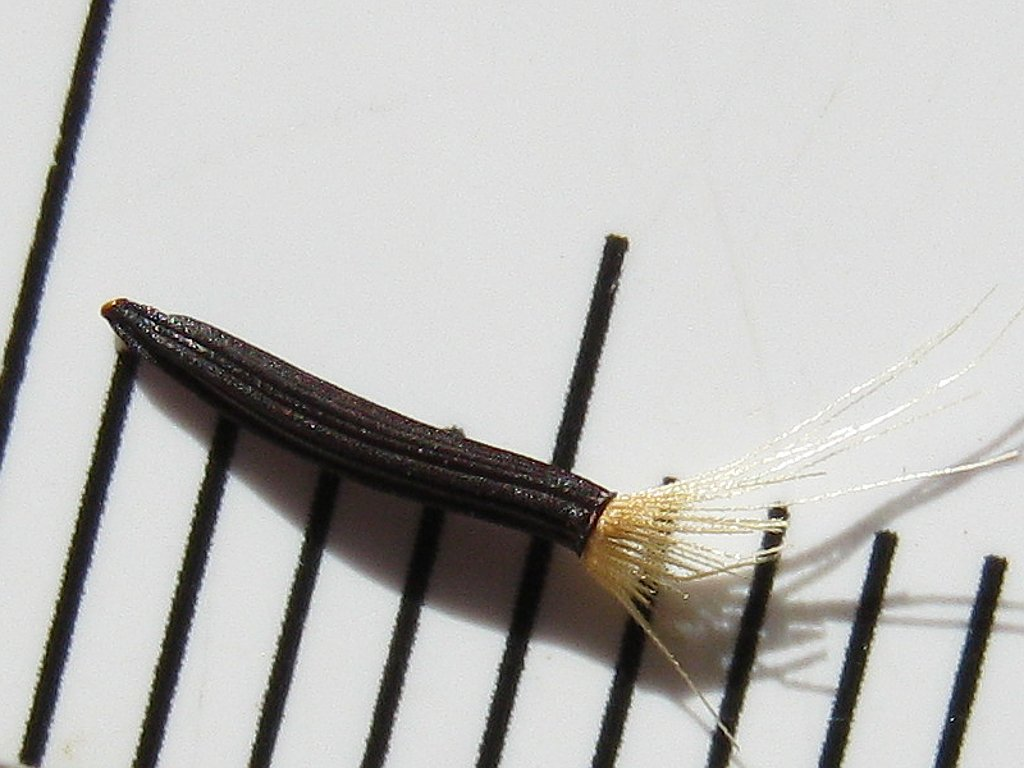
Nootje

Vroeg havikskruid komt voor op stenige plaatsen, op droge grond in grasvelden en in bossen.